# Rosa Ponce de Portocarrero
Rosa Ponce de Portocarrero  fue una pintora, hija de la poeta Waldina Dávila Ponce de León colombiana.    

## Biografía

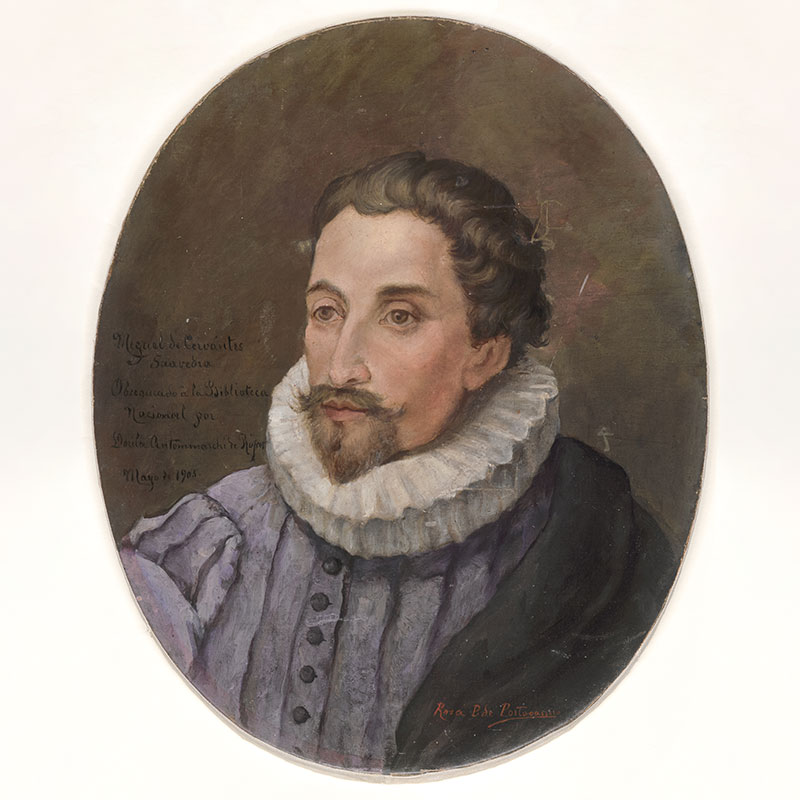
Retrato Miguel de Cervantes Saavedra.
Autora: Rosa Ponce de Portocarrero, óleo sobre lienzo, 1905

Pintora colombiana, fue la primera mujer profesora de la Escuela Nacional de Bellas Artes, nombrada inicialmente en 1906 y contratada posteriormente en 1911.
Expuso en el Salón Nacional de Bellas Artes de 1886, con el óleo titulado “Lucía”, en dicho salón también participaron Adriana C. Mosquera, Elvira Vargas de Canales, Ana Tanco e Carrizosa y Rosa Quiñones, entre otras artistas. Durante el último tercio del siglo XIX muchas mujeres artistas participaban activamente en las exposiciones de pintura pero pocas merecían reconocimiento como artistas profesionales. Rosa Ponce de Portocarrero es la excepción a la norma. Su designación como jurado en la exposición de 1899, así como su nombramiento como profesora de la Escuela Nacional de Bellas Artes, da cuenta de este reconocimiento.
Junto con su trabajo plástico y docente, Rosa Ponce de Portocarrero participó activamente en la organización de eventos culturales en Bogotá. Para la celebración del tercer centenario del Quijote organizado por un grupo de mujeres, entre las que se encontraban Soledad Acosta de Samper y Dorila Antomarchi de Rojas, realizó un retrato al óleo de Miguel de Cervantes Saavedra. Otro ejemplo de su participación en la activación de espacios culturales fue la organización de la inauguración del Teatro Colón, junto con Teresa Tanco de Herrera y Carmen Gutiérrez de Osorio, en la que se celebraba el cuarto centenario del llamado Descubrimiento de América, llevada a cabo en Bogotá el 12 de octubre de 1892.

## Interés Renovado
Actualmente Rosa Ponce de Portocarrero ha recibido una renovada atención en el campo del arte. La obra “Retrato de Señora”, 1905 fue comprada en el año 2013 por el Banco de la República. El retrato al óleo de Cervantes hace parte de la colección de la Biblioteca Nacional. En el 2023 dos pinturas de Rosa Ponce fueron subastadas por la casa Lefebvre.

## Obra
Retrato de Señora, 1905, Colección Banco de la República
Retrato de Miguel de Cervantes Saavedra, ca. 1905, Colección Biblioteca Nacional